# Ahora
"Ahora" é uma canção gravada pelo cantor colombiano de reggaeton J Balvin para seu quinto álbum de estúdio, Vibras (2018). Foi escrito e produzido por Marco "Tainy" Masis e Alejandro "Sky" Ramirez com um escrito adicional feito por Balvin e Jesús Manuel Nieves Cortes.

## Desempenho nas tabelas musicais

### Posições
| Chart (2018)                     | Maior posição |
| -------------------------------- | ------------- |
| Colômbia (National-Report)       | 45            |
| Espanha (PROMUSICAE)             | 27            |
| Estados Unidos (Hot Latin Songs) | 27            |

## Vendas e certificações
| Região | Certificação | Vendas/distribuição |
| --- | ------------ | ------------------- |
| Espanha (PROMUSICAE) | Ouro         | 20,000 ^            |
| *vendas baseadas apenas na certificação ^distribuições baseadas apenas na certificação ‡dados de streaming baseados somente em certificação |              |                     |